# Heliophila dissecta
Heliophila dissecta är en korsblommig växtart som beskrevs av Carl Peter Thunberg. Heliophila dissecta ingår i släktet solvänner, och familjen korsblommiga växter. Inga underarter finns listade i Catalogue of Life.